# 3 فنون للإنتاج السينمائي والتلفزيوني
ثلاثة فنون للإنتاج السينمائي والتلفزيوني (بالإنجليزية: 3 Arts Entertainment) شركة إنتاج سينمائي وتلفزيوني، وإدارة مواهب، أمريكية أسسها إروين ستوف في عام 1991. يقع مقرها في بيفرلي هيلز، كاليفورنيا.
اشتهرت الشركة بإنتاجها العديد من المسلسلات التلفزيونية الكوميدية مثل: مشروع ميندي، فيلادلفيا دائما مشمسة، كيمي شميت القوية، والعديد من الأفلام السينمائية الناجحة.

## أفلام
- صورة مثالية (1997)
- فتاة، قوطعت (1999)
- نوفمبر الحلو (2001)
- قسطنطين (2005)
- خمن من (2005)
- أنا أسطورة (2007)
- اليوم الذي تبقى فيه الأرض صامدة (2008)
- ماء للفيلة (2011)
- 13 ساعة: جنود بنغازي السريين (2016)

## مسلسلات
- فيلادلفيا دائما مشمسة (2005-الآن)
- الحدائق والمنتزهات (2009-15)
- مشروع ميندي (2012-الآن)
- بروكلين ناين-ناين (2013-الآن)
- مدينة واسعة (2014-الآن)
- وادي السيليكون (2014-الآن)
- كيمي شميت القوية (2015-الآن)
- لوبيز (2016-الآن)
- المكان الجيد (2016-الآن)
- أخبار رائعة (2017-الآن)

## وصلات خارجية
- 3 فنون للإنتاج السينمائي والتلفزيوني على موقع IMDb (الإنجليزية)

- 3 فنون للإنتاج السينمائي والتلفزيوني في قاعدة بيانات الأفلام على الإنترنت